# Biełuszja Guba
Biełuszja Guba – osiedle typu miejskiego w Rosji, w obwodzie archangielskim, na Nowej Ziemi. W 2010 roku liczyło 1972 mieszkańców.